# Matière nucléaire de qualité militaire

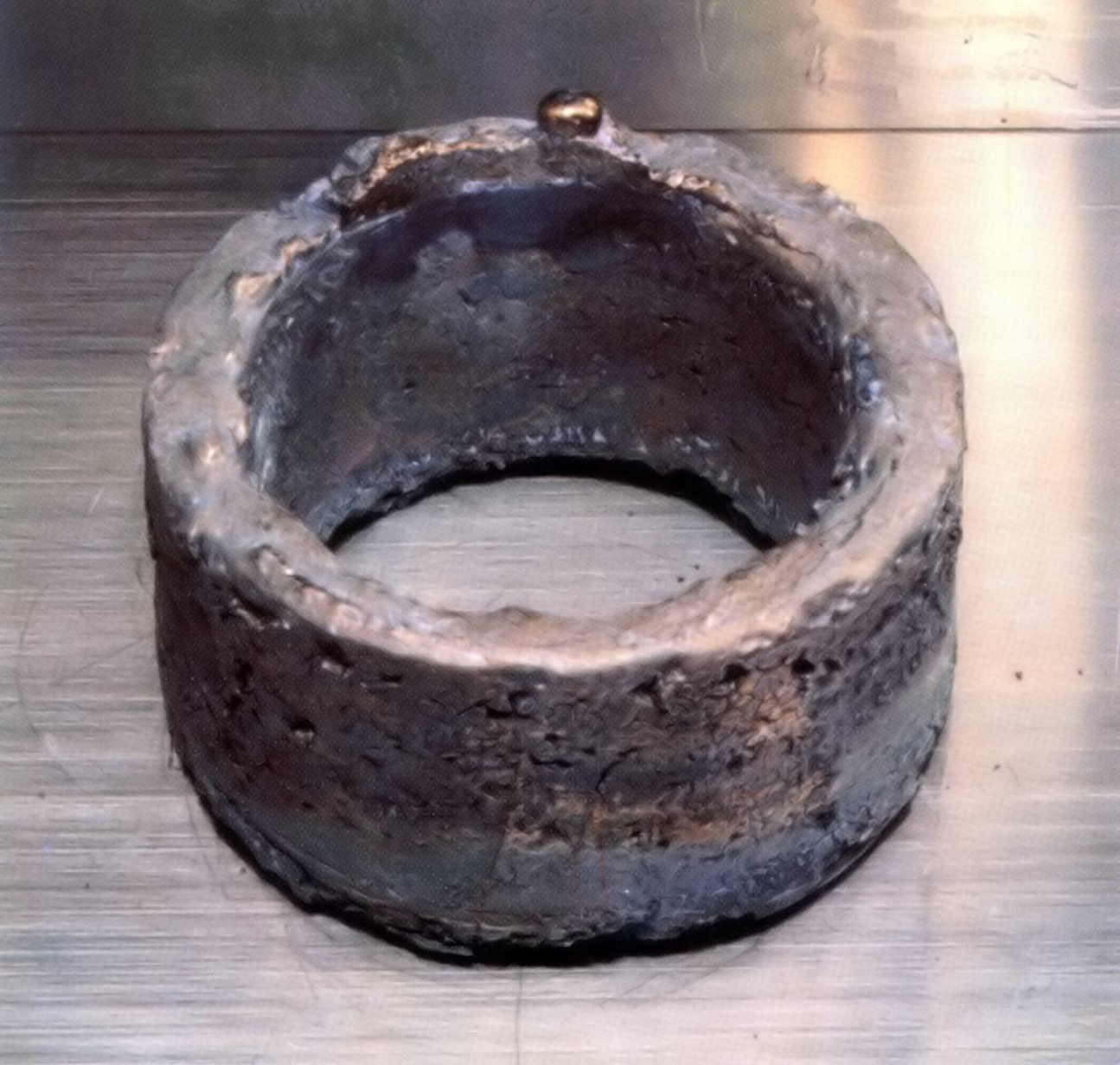
Un anneau de plutonium électroraffiné de qualité militaire, typique des anneaux raffinés à Los Alamos.

Les matières nucléaires de qualité militaire sont toutes les matières nucléaires fissiles suffisamment pures pour fabriquer une arme nucléaire ou qui ont des propriétés qui les rendent particulièrement adaptées à l'utilisation d'armes nucléaires. Le plutonium et l'uranium dans les qualités normalement utilisées dans les armes nucléaires sont les exemples les plus courants. (Ces matières nucléaires ont d'autres catégorisations en fonction de leur pureté.)
Seuls les isotopes fissiles de certains éléments peuvent être utilisés dans les armes nucléaires. Pour une telle utilisation, la concentration d'isotopes fissiles d’uranium 235 et de plutonium 239 dans l'élément utilisé doit être suffisamment élevée. L'uranium provenant de sources naturelles est enrichi par séparation isotopique et le plutonium est produit dans un réacteur nucléaire prévu à cet effet.
Des expériences ont été menées avec l'uranium 233. Le neptunium 237 et certains isotopes de l'américium pourraient être utilisables, mais il n'est pas certain qu’ils aient jamais été mis en œuvre.

## Pays ayant produit des matières nucléaires de qualité militaire
Dix pays ont produit des matières nucléaires de qualité militaire :
- cinq « États reconnus comme étant dotés d'armes nucléaires » selon les termes du traité sur la non-prolifération des armes nucléaires (TNP) : les États-Unis (première arme nucléaire testée et deux bombes utilisées comme armes en 1945), la Russie (première arme testée en 1949), le Royaume-Uni (Opération Hurricane en 1952), la France (1960) et la Chine (projet 596 en 1964) ;
- trois autres États nucléaires déclarés, non signataires du TNP : l'Inde (non signataire, arme testée en 1974), le Pakistan (non signataire, arme testée en 1998) et la Corée du Nord (qui s’est retiré du TNP en 2003, arme testée en 2006) ;
- Israël, qui est largement connu pour avoir développé des armes nucléaires (probablement testées pour la première fois dans les années 1960 ou 1970) mais n'a pas déclaré ouvertement sa capacité ;
- l'Afrique du Sud, qui avait également des capacités d'enrichissement et avait développé des armes nucléaires (peut-être testées en 1979), mais détruit son arsenal et rejoint le TNP en 1991.

## Uranium de qualité militaire
L'uranium naturel est transformé en uranium de qualité militaire grâce à l'enrichissement isotopique. L’uranium naturel, seulement environ 0,7 % de celui-ci est de l'uranium 235 (235U) fissile, le reste étant presque entièrement de l'uranium 238 (238U). Ils sont séparés grâce à leurs masses différentes. L'uranium hautement enrichi est considéré comme de qualité militaire lorsqu'il a été enrichi à environ 90 % en 235U.
L'uranium 233 est produit à partir du thorium 232 par capture de neutrons. L'(233U) produit ainsi ne nécessite pas d'enrichissement et peut être relativement facilement séparé chimiquement du (232Th) résiduel. Il est donc soumis à la réglementation en tant que matière nucléaire spéciale que sur la quantité totale présente. L'uranium 233 peut être intentionnellement mélangé avec l'uranium 238 pour éliminer les problèmes de prolifération.
Alors que l'uranium 233 semble donc idéal pour l'armement, un obstacle important à cet objectif est la coproduction de traces d'uranium 232 en raison de réactions secondaires. Les dangers liés à l'uranium 232, résultant de ses produits de désintégration hautement radioactifs tels que le thallium 208, sont importants, même à hauteur de seulement 5 ppm. Les armes nucléaires à implosion nécessitent des niveaux d'uranium 232 inférieurs à 50 ppm (au-delà duquel l'uranium 233 est considéré comme « de faible qualité » ; cf. « Le plutonium de qualité militaire standard nécessite une teneur en 240Pu ne dépassant pas 6,5 %. », soit 65 000 ppm, et le 238Pu de façon analogue exige des niveaux inférieur à 0,5 % (5 000 ppm). Les armes à fission à insertion nécessiteraient de faibles niveaux d'232U et de faibles niveaux d'impuretés légères de l'ordre du ppm.

## Plutonium de qualité militaire
Le plutonium 239 est produit artificiellement dans les réacteurs nucléaires lorsqu'un neutron est absorbé par l'uranium 238, formant l'uranium 239, qui se désintègre ensuite en un processus rapide en deux étapes en 239Pu. Il peut ensuite être séparé de l'uranium dans une usine de retraitement nucléaire.
Le plutonium de qualité militaire est défini comme étant principalement du 239Pu, généralement à une pureté d’environ 93 %. Le 240Pu est produit lorsque le 239Pu absorbe un neutron supplémentaire et ne fissionne pas. Le 240Pu et 239Pu ne sont pas séparés par retraitement. Le 240Pu a un taux élevé de fission spontanée, ce qui peut faire exploser prématurément une arme nucléaire. Cela rend le plutonium impropre à une utilisation dans les armes nucléaires à insertion. Pour réduire la concentration en 240Pu dans le plutonium produit, les réacteurs de production de plutonium des programmes d'armement (par exemple le réacteur B) irradient l'uranium pendant une durée beaucoup plus courte que la normale pour un réacteur. Plus précisément, le plutonium de qualité militaire est obtenu à partir d'uranium irradié ayant un faible taux de combustion.
Cela représente une différence fondamentale entre ces deux types de réacteurs. Dans une centrale nucléaire, un taux de combustion élevé est souhaitable. Les centrales électriques telles que les anciens réacteurs britanniques Magnox et français UNGG, qui étaient conçues pour produire de l'électricité et du plutonium militaire, fonctionnaient à de faibles puissances avec de fréquents changements de combustible en utilisant le rechargement en continu pour produire du plutonium de qualité militaire. Une telle opération n'est pas possible avec les réacteurs à eau légère les plus couramment utilisés pour produire de l'énergie électrique. Dans ces derniers, le réacteur doit être arrêté et le réservoir sous pression démonté pour accéder au combustible irradié.
Le plutonium récupéré du combustible usé de réacteurs à eau légère, bien qu'il ne soit pas de qualité militaire, peut être utilisé pour produire des armes nucléaires de tous niveaux de sophistication, bien que dans des conceptions simples, il ne puisse produire qu'un long feu. Les armes fabriquées avec du plutonium de qualité réacteur nécessiteraient un refroidissement spécial pour les garder en stock et prêtes à l'emploi. Un essai effectué en 1962 sur le site de sécurité nationale du Nevada (alors connu sous le nom de terrain d'essai du Nevada) mit en œuvre du plutonium non militaire produit dans un réacteur Magnox situé au Royaume-Uni. Le plutonium utilisé fut fourni aux États-Unis dans le cadre de l'accord de défense mutuelle américano-britannique de 1958. Sa composition isotopique n'a pas été divulguée, autrement que par la description « plutonium de qualité réacteur », sans plus de précision. Le plutonium provenait apparemment des réacteurs militaires Magnox de Calder Hall ou de Chapelcross. Le pourcentage de 239Pu dans le matériau utilisé pour l'essai de 1962 n'a pas été divulgué, mais il fut déduit qu'il était d'au moins 85 %, beaucoup plus élevé que le combustible usé typique des réacteurs actuellement en fonctionnement.
Occasionnellement, un combustible usé à faible taux de combustion est produit par un réacteur à eau légère commercial lorsqu'un incident tel qu'une défaillance du revêtement de combustible nécessite un ravitaillement en combustible précoce. Si la période d'irradiation a été suffisamment courte, ce combustible usé pourrait être retraité pour produire du plutonium de qualité militaire.